# Carl Albert
Pour les articles homonymes, voir Albert.
Carl Bert Albert (10 mai 1908 – 4 février 2000) est un avocat et un homme politique américain. Il est principalement connu pour avoir été le 46e président de la Chambre des représentants des États-Unis.

## Biographie
Carl Albert représente le Sud-Est de l'Oklahoma à la Chambre des représentants des États-Unis de 1947 à 1977, en tant qu'élu démocrate du 3e district congressionnel.
De 1971 à 1977, il est président de la Chambre des représentants (speaker). Cette période fait partie des « quarante ans de domination démocrate » qui ont pris fin en 1994 pour ouvrir un « moment républicain » d'une dizaine d'années à la Chambre des représentants. Elle est marquée par la démission du Vice-président Spiro Agnew puis celle du Président Richard Nixon qui propulse Carl Albert en tête de la ligne de succession présidentielle, en sa qualité de speaker.
Il est surnommé affectueusement « Little Giant from Little Dixie » car il est de petite taille et vient du sud de l'Oklahoma, région surnommée Little Dixie par influence de la culture sudiste. Carl Albert est à ce jour la personnalité de l'Oklahoma à avoir occupé la plus haute fonction politique fédérale.

## Source
- (en) Cet article est partiellement ou en totalité issu de l’article de Wikipédia en anglais intitulé « Carl Albert » (voir la liste des auteurs).